# Natalia Negoda
Natalia Igorevna Negoda (en russe : Ната́лья И́горевна Него́да) est une actrice soviétique puis russe née le 12 novembre 1963 à Moscou.

## Biographie
Fille de la réalisatrice Tamara Pavlioutchenko et de l'acteur Igor Negoda, Natalia Negoda sort diplômée de l'École-studio du Théâtre d'Art académique de Moscou en 1986 (classe d'Oleg Efremov) et devient actrice du théâtre de la jeunesse de Moscou (1986-1988). Son début à l'écran a lieu en 1987, avec le rôle d'une écolière dans le drame de guerre de Iouri Kara Demain c'était la guerre. Elle acquiert la célébrité nationale après la sortie de La petite Vera qui met en scène la première scène érotique dans le cinéma soviétique. Natalia Negoda est déclaré actrice de l'année par le magazine Sovetski ekran et reçoit le prix Nika de la meilleure actrice en 1988,,. Elle est la première soviétique à poser pour le Playboy. Elle part vivre aux États-Unis au début des années 1990, où elle tourne dans quatre films qui ne réitèrent pas le succès de La Petite Vera. En 2007, elle revient à Moscou et poursuit sa carrière d'actrice. On lui décerne un Aigle d'or pour le rôle dans Tambour battant d'Alexeï Mizguirev en 2009.

## Filmographie
- 1987 : Demain c'était la guerre de Iouri Kara : Zina
- 1988 : L'Autoportrait d'un inconnu (Avtoportret neizvestnogo) de Vyacheslav Krishtofovich
- 1988 : La Petite Véra de Vassili Pitchoul : Véra
- 1989 : Oh !Qu'elles sont noires les nuits sur la mer Noire ! de Vassili Pitchoul : Elena Igorevna Fomkina
- 1992 : Back in the U.S.S.R. de Deran Sarafian : Lena
- 1992 : The Comrades of Summer de Joe Mantegna : Tania
- 1996 : Every Minute Is Goodbye d'Ulli Lommel : Nadia Christine
- 2009 : Tambour battant d'Alexeï Mizguirev : Katya
- 2018 : Van Gogi de Sergueï Livnev